# 花篝り
「花篝り」（はなかがり）は、滴草由実の6枚目のシングル。

## 概要
自身初のドラマタイアップに起用された。タイトルの「花篝り」とは、夜桜を照らすために焚く篝火のことを意味する。有線放送ではドラマ放送直後より問い合わせが相次ぎ、有線問合せチャート2位となった。

## 収録曲
1. 花篝り
作詞：滴草由実　作曲：大野愛果　編曲：徳永暁人
  - テレビ朝日系ドラマ木曜ミステリー『京都地検の女』主題歌
2. Forever, I'm with you
作詞：滴草由実　作曲：Deron Reynolds　編曲：池田大介
3. 甘い記憶
作詞：滴草由実　作曲：M. Pessoa & M. Africk　編曲：M. Pessoa, M. Africk & P. Geyer
4. 花篝り (Instrumental)